# Christian Ruuttu
Christian Ruuttu (* 20. února 1964, Lappeenranta) je bývalý finský profesionální hokejista hrající dlouhá léta severoamerickou NHL.
Nastupoval na pozici středního útočníka (centra).
Christian Ruuttu zahájil svou profesionální kariéru v roce 1982 v týmu finské ligy Ässät Pori. V roce 1986 přestoupil do týmu NHL Buffalo Sabres, kromě něj nastupoval také za Chicago Blackhawks a Vancouver Canucks. Za svou kariéru v NHL odehrál 621 zápasů, nastřílel 134 branek a na dalších 298 přihrál. V roce 1995 se vrátil do Evropy, kde hrál postupně ve švédské, švýcarské a finské lize, profesionální kariéru ukončil v roce 1999.